# REV Heilbronn
Der Rollschuh- und Eislaufverein Heilbronn von 1934 (kurz REV Heilbronn) ist ein Sportverein aus Heilbronn, Baden-Württemberg, der heute vor allem die Sportarten Rollkunstlauf, Rollhockey und Eiskunstlauf anbietet. In früheren Jahren gehörten dem Verein auch eine Eishockeyabteilung, die 1986 in den Heilbronner EC ausgegliedert wurde, sowie eine Abteilung für Eisstockschießen an.

## Geschichte
Der REV Heilbronn wurde als Eislauf- und Rollschuhverein Heilbronn 1934 gegründet. Fünf Jahre später bezog man die vereinseigene Rollschuhbahn, die allerdings während des Zweiten Weltkriegs durch Bombenangriffe teilweise zerstört wurde. Nach dem Wiederaufbau des Vereinsgeländes erfolgte die Umbenennung in Rollschuh- und Eislaufverein Heilbronn. Aufgrund der internationalen Erfolge von Heilbronner Sportlern wurde das Vereinsgelände des REV im Jahr 1971 zum Landesleistungszentrum ernannt, was es der Vereinsführung ermöglichte, eine neue überdachte Rollsportanlage zu errichten. Im neu gebauten Stadion wurden 1977 die ersten Europameisterschaften im Rollkunstlauf ausgetragen. 1980 gründete sich innerhalb der Eislaufabteilung des Vereins die erste Eishockeymannschaft Heilbronns, die in den folgenden Jahren den Aufstieg bis in die Eishockey-Oberliga schaffte, schließlich aber aufgrund der dadurch entstandenen finanziellen Belastung 1986 in den Heilbronner EC ausgegliedert werden musste.

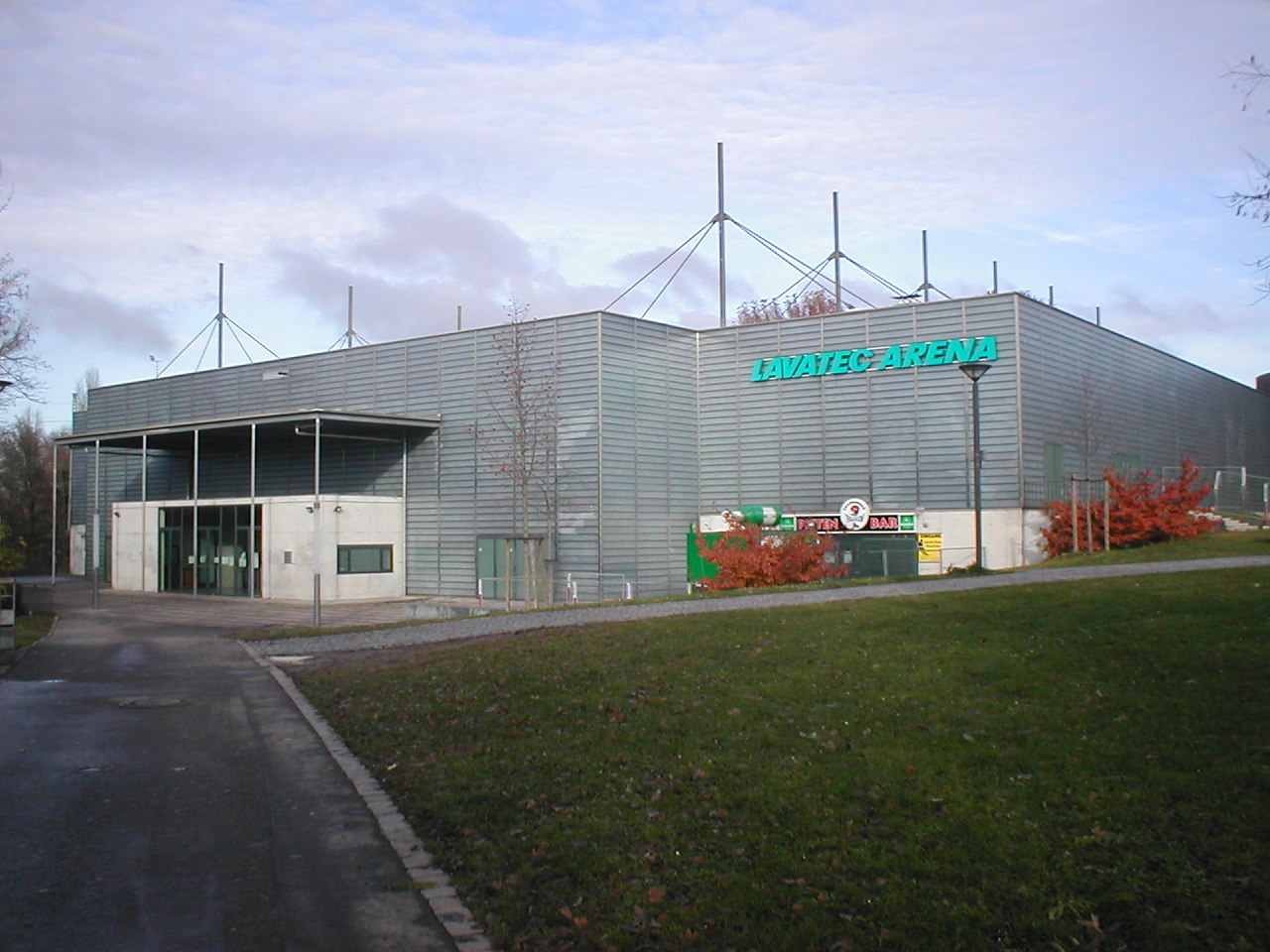
Eisstadion Heilbronn

## Spielstätten
Die Rollschuhabteilung des REV Heilbronn trägt ihre Wettkämpfe seit 1934 im vereinseigenen Rollschuhstadion aus, das 1971 komplett überdacht wurde und heute 450 Zuschauern Platz bietet. Die Eislaufabteilung war zunächst auf dem Trappensee zuhause und zog dann in die Eissporthalle am Europaplatz um. Heute finden die Eislaufwettbewerbe des REV im 2002 auf dem Fundament der alten Eishockeyhalle errichteten Eisstadion Heilbronn statt.